# Erik Holmgren (fotbollsspelare)
Erik Holmgren, född 17 december 1964, är en finländsk före detta fotbollsspelare (försvarare/mittfältare). Han representerade klubbarna HJK, Gais (Sverige), FinnPa, Pallokerho-35 och FC Jokerit och var under många år finländsk landslagsman.
Holmgren blev finländsk mästare med HJK tre gånger, 1985, 1987 och 1988, innan han värvades till allsvenska Gais. Han hade när han kom till Göteborg spelat tio landskamper för Finland. I Gais blev han sedan kvar i fem säsonger. Han utsågs till Hedersmakrill 1991 och gjorde sammanlagt 115 seriematcher (4 mål) för klubben innan han återvände till Finland och FinnPa 1994. Han spelade därefter ytterligare fem år i finländska klubbar innan han slutade med fotbollen 1999.

### Webbkällor
- ”Erik Holmgren”. eu-football.info. https://eu-football.info/_player.php?id=8567. Läst 11 juli 2023.
- ”Erik Holmgren”. national-football-teams.com. https://www.national-football-teams.com/player/14242/Erik_Holmgren.html. Läst 11 juli 2023.